# Kennedia microphylla
Kennedia microphylla är en ärtväxtart som beskrevs av Meissner. Kennedia microphylla ingår i släktet Kennedia och familjen ärtväxter. Inga underarter finns listade i Catalogue of Life.